# Басков (село)
Ба́сков (рум. Bascov) — село в жудеце Арджеш в Румынии. Административный центр коммуны Басков.

## Описание
Село расположено на расстоянии 112 километров к северо-западу от Бухареста, 4 километров к северо-западу от Питешти, 101 километра к северо-западу от Крайова, 104 километров к юго-западу от Брашова. Высота на уровнем моря —  294 метра.

## Население
По данным переписи населения 2002 года в селе проживало 4396 человек.
Национальный состав населения села:
| Национальность | Численность | Удельный вес |
| -------------- | ----------- | ------------ |
| румыны         | 4384        | 99,7%        |
| цыгане         | 11          | 0,3%         |

Родным языком назвали:
| Язык      | Численность | Удельный вес |
| --------- | ----------- | ------------ |
| румынский | 4384        | 99,7%        |
| цыганский | 11          | 0,3%         |

## Достопримечательности
- деревянная церковь Святого Георгия
- здание железнодорожной станции, построенное в 1880 году

## Галерея
- Центр Баскова
- Церковь Св. Георгия в селе Басков